# Клімат Данії
Територія Данії лежить у помірному кліматичному поясі, з відносно сильним впливом Атлантичного океану, теплої течії Гольфстрим. Превалюють помірні повітряні маси цілий рік, західне перенесення повітряних мас приносить тепле й вологе повітря з помірних та тропічних широт Атлантичного океану. Цей вплив відносно вирівнює річні коливання температур повітря й кількості опадів. Рівнинний характер поверхні країни вирівнює регіональні відмінності у кліматі. Значні сезонні амплітуди температури повітря. Відносно тепла зима з нестійкою погодою, штормовими вітрами, можливий сніговий покрив. Відносно прохолодне літо з більш ясною погодою. Зволоження рівномірне за сезонами, місцями надмірне.
Річна сума опадів становить 600—900 мм, загалом у вигляді дощу (90 %). У середньому 170 днів на рік в Данії ллє дощ, переважно ці дні припадають на осінь. Річна сума опадів по країні коливається від 900 мм на заході Ютландії, до 450 мм у зоні вітрової тіні на узбережжі протоки Малий Бельт. Максимальна кількість опадів припадає на осінньо-зимовий період, а мінімальна — на весну і початок літа. Часто бувають тумани. Загалом коефіцієнт зволоження більший за 1,0. Більшу частину року переважають сильні вітри, переважно західних румбів. Погода в Данії не відрізняється стабільністю, важко передбачити, яким буде завтрашній день. Непередбачуваний вплив моря найбільше відчувається взимку.
Зима порівняно м'яка, сніг випадає рідко і відразу ж тане навіть у східних районах країни. Зимова погода стоїть з кінця грудня по кінець березня і супроводжується помірними морозами і високою вологістю (до 85-90 %), тримається хмарна (до 1-2 сонячних днів на місяць) і досить вітряна погода (на узбережжі шторми). Середня температура повітря взимку від −5…+4 °C. Середньомісячна температура найхолоднішого місяця, лютого, тримається близько 0 °C. Це на 10…12 °C більше за середню норму температури на цій широті. При вторгненні арктичних антициклонів з півночі можливе зниження температури до -15 °C. У зв'язку з адвекцією теплого вологого повітря з моря на охолоджену поверхню суходолу до 5-7 зимових днів з туманами.
Через довгі зими весна в Данії настає пізно, початок припадає на квітень. Особливість погоди Данії — затяжне міжсезоння. Навесні погода стоїть сонячна і безхмарна, з маленькою кількістю опадів (навіть порівняно із зимою), тут досить прохолодно і вітряно. Середня температура повітря навесні становить 3…13 °C. Приморозки бувають і в квітні, і в травні. Наприкінці весни, початку літа погода погіршується, часті дощі з грозами. Відносна вологість підвищується до 70-82 %, стоїть похмура погода, лише 5 днів на місяць з ясною погодою.
Влітку погода в Данії досить тепла, але сильної спеки практично не буває. Температура повітря в середньому становить 13…20 °C, іноді 26 °C. Середньомісячна температура найтеплішого місяця, липня, тримається близько 16 °C. Часто зберігається досить похмура погода, проте на цей сезон припадає мінімум опадів за весь рік, що пояснюється утворенням антициклонів над Скандинавським півостровом і Балтійським морем. У липні й серпні погода найбільш стабільна.
У вересні та жовтні ще зберігається літнє тепло, в ці місяці тепліше, ніж навесні, але погода дощова і вітряна. Середня температура повітря восени становить 7…14 °C.
Територія Данії лежить в прохолодній смузі помірного агрокліматичного поясу Європи із загальною сумою температур повітря вище за 10 °C у межах 2000°-2200°. Такі умови сприяють вирощуванню сірих хлібів, пшениці, зернобобових, льону, картоплі, розведенню ягідників.
Данія є членом Всесвітньої метеорологічної організації (WMO), в країні ведуться систематичні спостереження за погодою.